# Technisches Museum „Alte Stuhlfabrik“

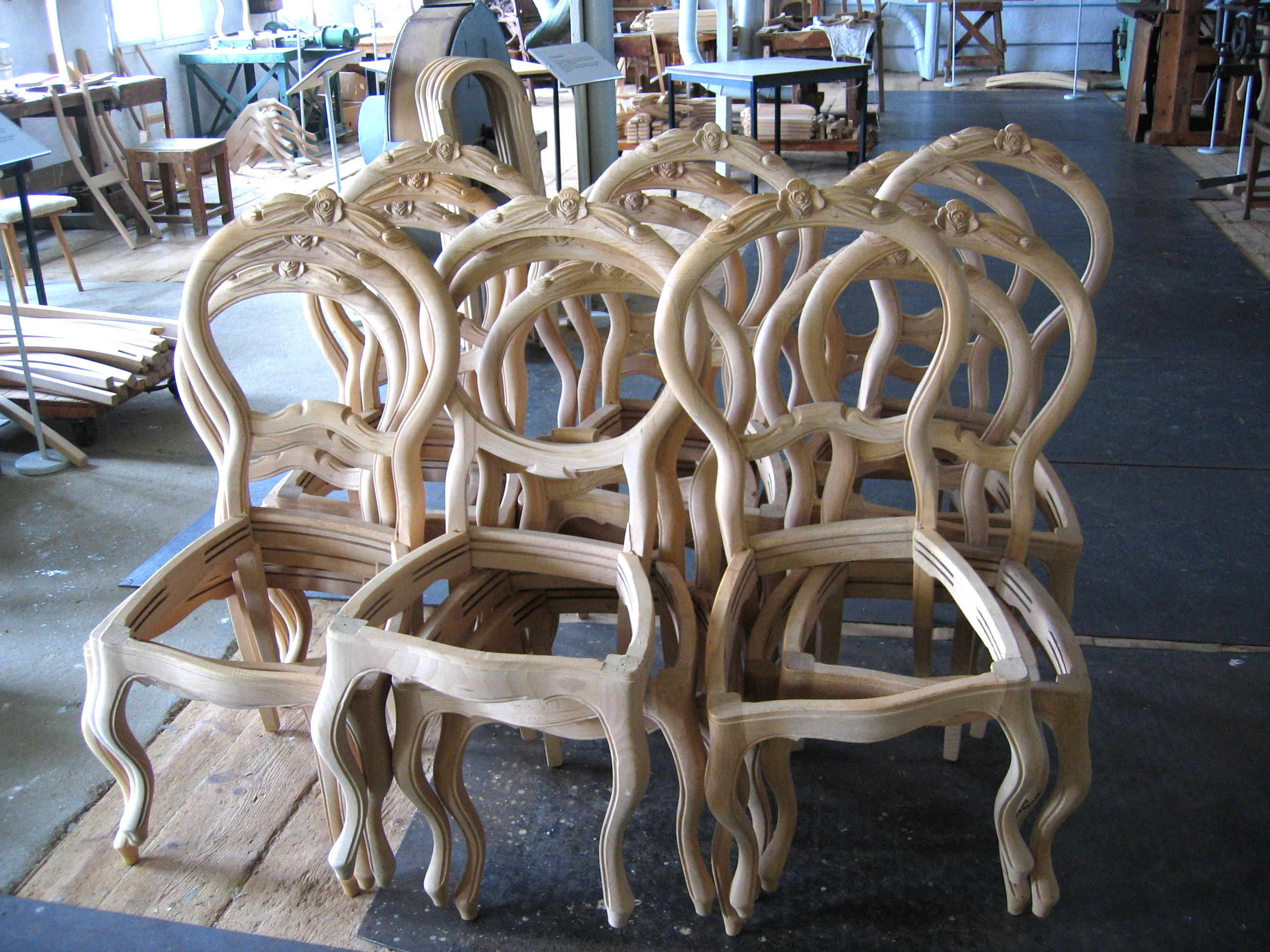
Technisches Museum „Alte Stuhlfabrik“

Das Technische Museum „Alte Stuhlfabrik“ ist ein Museum in der Bahnhofstraße 20–24 in Neuhausen/Erzgeb. Es zeigt die Produktion von Sitzmöbeln und die historische Entwicklung von Möbeln. Untergebracht ist es in einem Gebäude der ehemaligen VEB Vereinigte Sitzmöbelindustrie. Erste Stuhlbauer in Neuhausen und Umgebung sind seit den 1840er Jahren nachweisbar; allein zwischen 1890 und 1990 wurden etwa 36 Millionen Stück Stühle hergestellt.